# Royal Raymond Rife

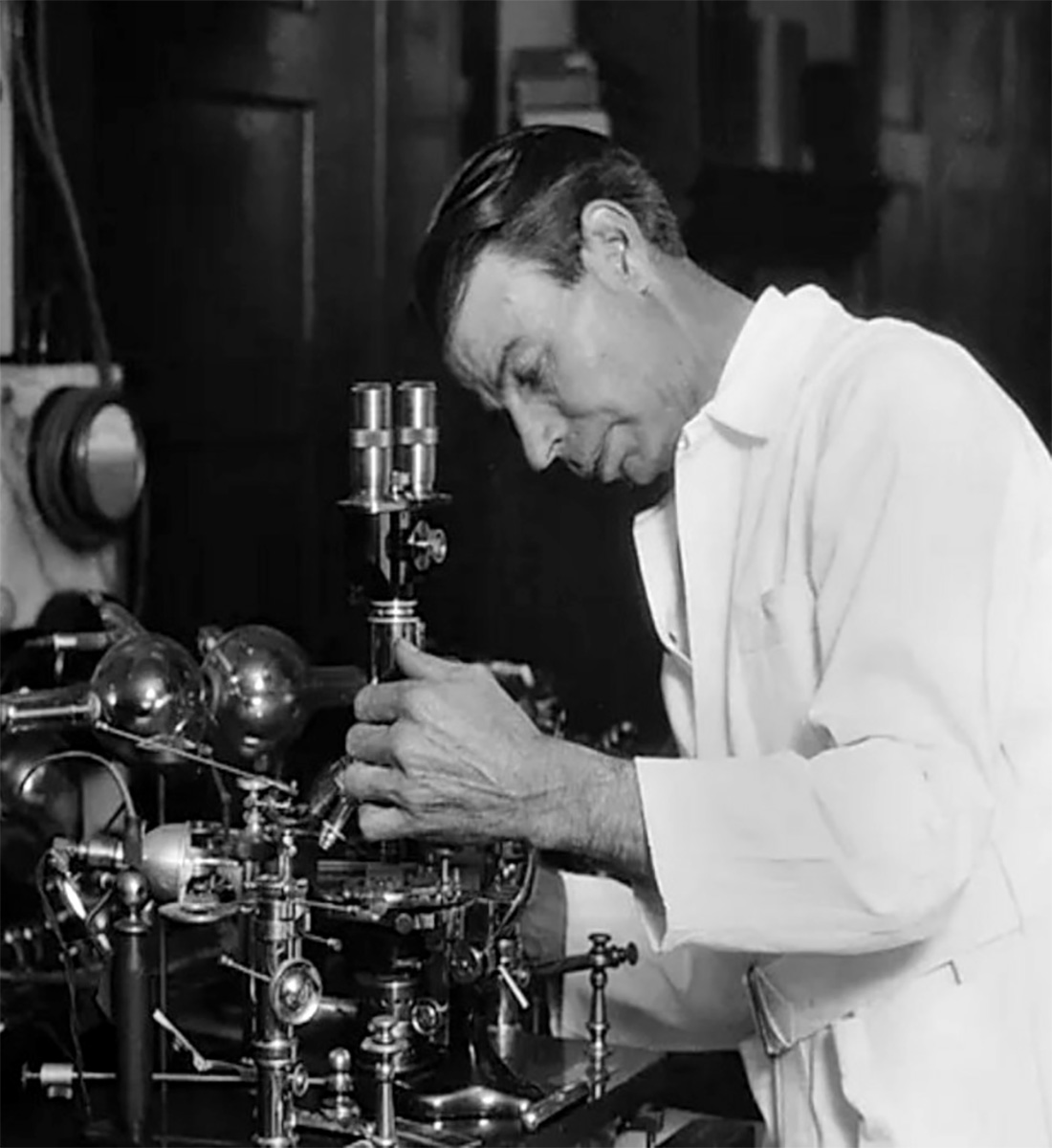
Royal Raymond Rife

Royal Raymond Rife (Elkhorn (Nebraska), 16 mei 1888 – El Cajon (Californië), 5 augustus 1971) was een Amerikaanse uitvinder van optische microscopen. Hij zei mensen te kunnen genezen met zijn frequentieapparaat, waarmee hij resonantie induceerde om zo ziekteverwekkers te immobiliseren.
Na zijn dood werd het gebruik van zijn naam in kringen van alternatieve geneeskunde algemeen gebruikt voor elektrische apparaten die via licht of elektromagnetisme frequenties genereren die via resonantie pathogenen zouden moeten neutraliseren, zoals bij de omstreden praktijk van de bioresonantie. Informatie en belangrijke onderdelen voor de constructie van veel van Rifes originele instrumenten zijn echter verloren gegaan.

## Biografie
Royal Rife was van Schotse komaf, geboren in de Verenigde Staten. In 1905, 17 jaar oud, voltooide hij de middelbare school. Terwijl hij aan de universiteit studeerde begon hij parttime te werken voor de firma Carl Zeiss in New York. Rife heeft naar eigen zeggen zes jaar gewerkt met Hans Luckel, die de optische wetenschapper was van Carl Zeiss. Hij heeft er geleerd parabolische lenzen te slijpen.
In 1914 ontving Rife een eredoctoraat in de parasitologie aan de Universiteit van Heidelberg voor zijn bijdrage aan de totstandkoming van een atlas van parasieten, hij maakte hiervoor alle microfiches. Rife ontving naar eigen zeggen een "Research Fellowship in Bio-Chemistry" van de Andean Anthropological Expedition, dat een instituut voor wetenschappelijk onderzoek zou zijn, maar waar verder nooit van is vernomen.
Royal Rife stierf in Grossmont Hospital in El Cajon door een combinatie van valium en alcohol.